# اندیس کیان
کیان یک اندیس مصالح ساختمانی است که در حوالی شهر چادگان استان اصفهان قرار دارد و مادهٔ معدنی موجود در آن، سنگ تزئینی است.  